# Protofeminismo

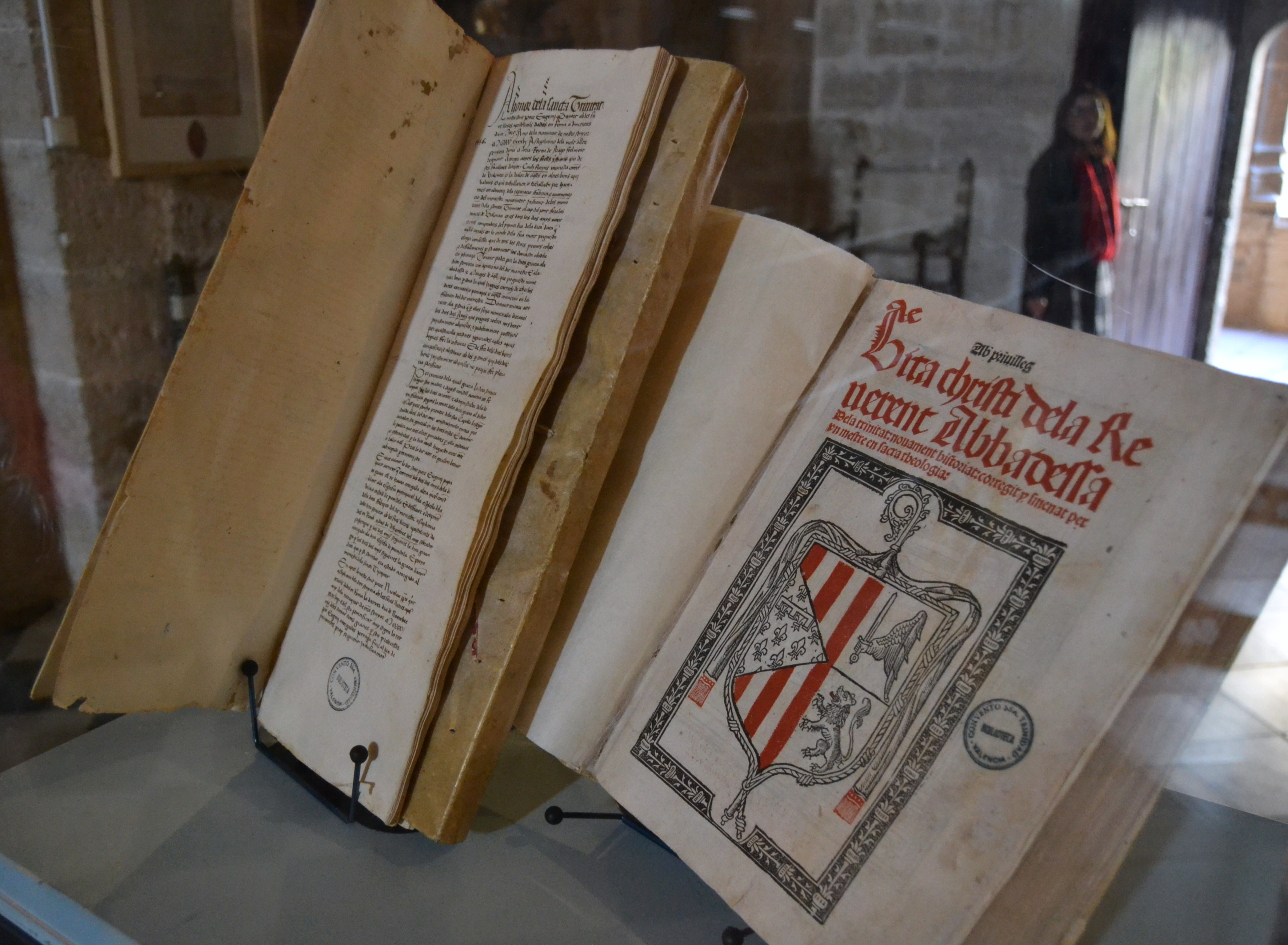
La vida de Cristo desde el punto de vista de mujeres, escrita y publicada por mujeres en la Edad Media

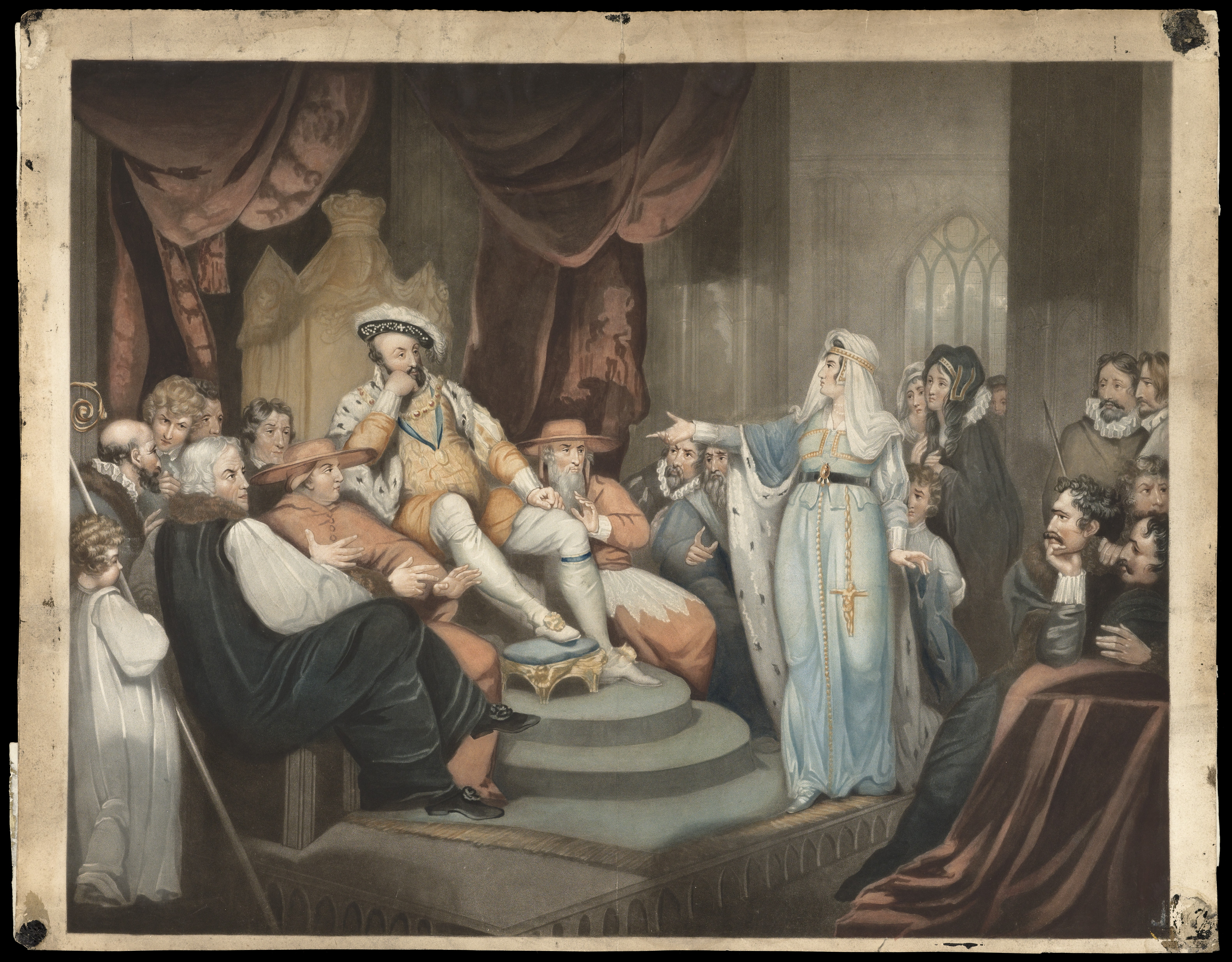
Catalina de Aragón en la corte

Protofeminismo es una idea, actitud, comportamiento, acción u obra de una persona, real o ficticia, que sigue los conceptos feministas que actualmente se consideran clásicos o tradicionales, antes de que el mismo término feminismo existiera. Se suele considerar como el ‘feminismo’ de antes del siglo XX.
Un ejemplo de protofeminismo es el Vita Christi, que escribió a finales del siglo XV la abadesa del convento de la Trinidad de Valencia, sor Isabel de Villena, un texto en el que narra la vida de Cristo a partir de mujeres que compartían su vida. Se considera la primera obra literaria protofeminista en valenciano y fue editada por una mujer, Aldonça de Montsoriu . En el mismo siglo, en Poissy, Christine de Pisan escribió en francés La ciudad de las damas, en la que se plantea hacer una genealogía femenina y en general se cuestiona los prejuicios contra las mujeres en todos los ámbitos sociales. En el XVI destacó la escritora valenciana Jerónima Galés, que además fue impresora y, de hecho, la jefa del taller más importante de su época.
Algunas otras protofeministas medievales actualmente reconocidas por su aportación al feminismo son María de Francia, Leonor de Aquitania, Bettisia Gozzadini, Eduvigis de Polonia, Laura Cereta y La Malinche . En el Renacimiento, Catalina de Aragón luchó para que las mujeres inglesas accedieran a la educación, la popularizó y comisionó una publicación argumentando su derecho por parte de las mujeres. De su época se pueden mencionar, por ejemplo, también, Moderata Fonte y Agrippa de Nettesheim, que sostenían incluso la superioridad de las mujeres sobre los hombres .
Posteriormente, Marie de Gournay y François Poullain de la Barre escribieron ensayos que actualmente se consideran feministas, defendiendo la igualdad entre hombres y mujeres. Se conservan muchos otros escritos protofeministas del siglo XVII, como los de Margarita de Angulema, Anna Maria van Schurman o Juana Inés de la Cruz, y aún más, sucesivamente, a medida que la época se acerca a la actual.